# Berthe Morisot con abanico
Berthe Morisot con abanico es un cuadro realizado por el pintor Édouard Manet en 1874. Se conserva en el Palais des Beaux-Arts de Lille.

## Historia
De 1868 a 1874, Édouard Manet pintó doce retratos de Berthe Morisot, que se había convertido en su modelo favorita. Berthe Morisot con abanico es el último de ellos, realizado en 1874, poco antes de su matrimonio con el hermano de Édouard Manet, Eugène Manet, tras lo cual ya no posó. Procedente de la colección personal de Berthe Morisot, pudo haber sido ofrecido por el artista a su modelo. Aceptado por el Estado como donación en 1999, el cuadro fue atribuido al Museo de Orsay y luego depositado en el Palais des Beaux-Arts de Lille en 2000.

## Descripción
Morisot aparece en un encuadre cercano vestida de negro, de luto tras la muerte de su padre. La proximidad de su matrimonio es anunciada por el anillo de compromiso que lleva en el dedo. El retrato parece concebido como una despedida entre el pintor y su modelo, que ya no lo mira como sí hacía en los retratos anteriores.